# Manteau du couronnement
Le manteau du couronnement (en allemand : Krönungsmantel) est l'un des regalia dits de Heidelberg, ville où il a été conservé de 1424 à 1796. Il est de nos jours conservé et exposé à la chambre du trésor de la Hofburg, à Vienne.
Il est aussi désigné par le terme latin de pluviale. Du XIIIe siècle à la fin du Saint-Empire romain germanique en 1806, il a été utilisé pour le sacre des souverains du Saint-Empire.

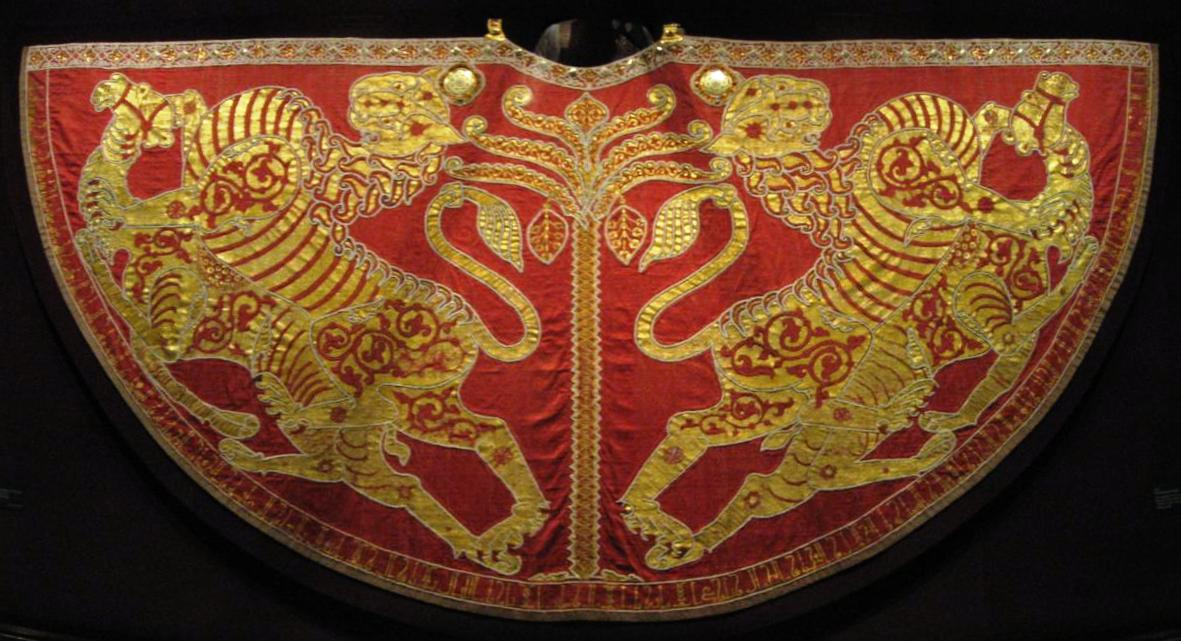
Le manteau de Roger II de Sicile, conservé à la chambre du trésor de la Hofburg, à Vienne.

Le manteau de Roger II a été réalisé, vers 1133-1134, par un atelier de Palerme. À l'origine, le manteau n'est pas lié au couronnement et a peut-être été réalisé pour une importante cérémonie familiale. Il a ensuite été incorporé aux regalia du Saint-Empire. Il fut longtemps, par tradition, considéré comme ayant appartenu à Charlemagne.
De facture arabo-normande, en soie ornée d'or, perles, saphirs et verre, il fait partie de la collection de la chambre du trésor de la Hofburg à Vienne.

## Forme, ornementation et symbolisme

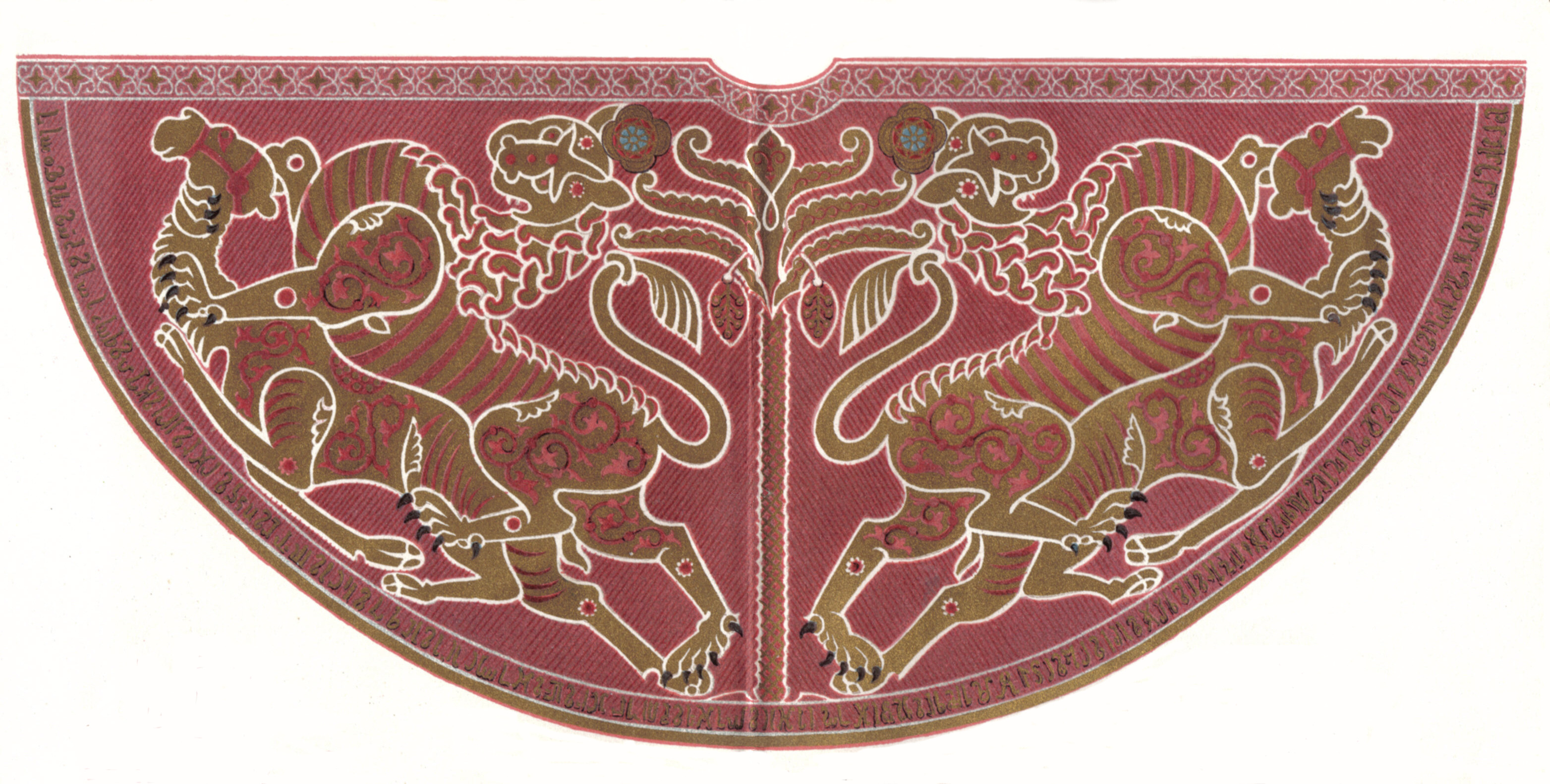
Représentation détaillée du manteau ou cape du couronnement, dans le Meyers Konversations-Lexikon de 1893.

La forme extérieure du manteau du couronnement reflète les diverses influences culturelles qui ont façonné la Sicile du XIIe siècle : le christianisme latin et gréco-byzantin et l'islam. Le plaisir de styliser l'ornementation a joué un rôle important tant pour la population arabo-musulmane que pour les conquérants normands.
Ce manteau du couronnement est une cape semi-circulaire ouverte de 3,42 m de large, qui atteint le sol. Il se portait allongé sur les deux épaules comme un surcot. Constitué de soie incisée teinte en rouge avec du séquoia indien et du kermes, ce qu'on appelle la samite, il est richement brodé de fils d'or, de plus de 100 000 perles et de plaques d'émail. Le manteau pèse au total onze kilogrammes.
Les broderies ornementales sont des manifestations du pouvoir royal : deux lions représentés en miroir, battant chacun un chameau. Entre les deux lions s'élève un palmier stylisé à la manière d'un arbre de vie. Les motifs orientaux, d'origine ancienne, ont été empruntés à l'art islamique. La signification exacte du motif de l’image n’est pas claire : ce que l'on sait, c'est que le lion était souvent utilisé pour représenter le pouvoir du souverain et qu'il était l'animal héraldique (en) des Hauteville, la dynastie royale normande de Sicile. La plupart des interprétations supposent que les lions terrassant deux chameaux symbolisent la victoire des Normands sur les Sarrasins, qui dominaient auparavant la Sicile. Cependant, le fait que la représentation symbolique des Arabes ou de l'islam sous la forme de chameaux ne soit pas documentée dans les sources médiévales va à l'encontre de cette idée. Des liens astrologiques ont également été parfois suspectés. William Tronzo suggère que la broderie fait partie d'un vocabulaire visuel normand et que la représentation sur le manteau peut être interprétée comme le chameau vaincu par le lion, le chameau étant le symbole d'une mauvaise règle.
Sur l'ourlet du manteau se trouve une inscription coufique brodée de bons vœux pour le porteur du manteau. Bien qu'elle soit facile à lire, la traduction et l'interprétation soulèvent encore des questions qui n'ont pas encore trouvé de réponse complète.
Une traduction possible est :

« [Ce manteau] appartient à ce qui était travaillé dans l'atelier royal (ḫizāna), où le bonheur et l'honneur, la prospérité et la perfection, le mérite et la distinction ont leur siège, ici dans l'atelier royal, qui peut jouir d'un bon accueil, d'une splendide prospérité, d'une grande la générosité et la grande splendeur, la renommée et le mobilier splendide et la réalisation des souhaits et des espoirs ; ici, où les jours et les nuits peuvent se passer dans le plaisir, sans fin ni changement ; dans le sentiment d'honneur, d'attachement et favorisant la participation au bonheur et au maintien du bien-être, du soutien et de l'activité due ; dans la capitale de la Sicile en l'an 528 de l'Hégire. »

L'inscription est écrite sous forme de prose rimée arabe, sajʿ, qui est principalement utilisée dans le Coran. L'année 528 de l'ère islamique correspond à l'année 1133 et à l'année 1134 de l'ère chrétienne.
La doublure du manteau est faite de damas italien coloré entrelacé de fils d'or et d'argent. Elle aurait été réinsérée dans le manteau au XVIe siècle, à l'instigation du conseil de la ville impériale de Nuremberg, où étaient alors conservés les insignes impériaux. Le conseil décide de faire regarnir le manteau pour le couronnement impérial de Charles Quint à Aix-la-Chapelle en 1520. Ce travail a été réalisé au Couvent des Clarisses de Nuremberg (de).
Sous cette doublure plus récente se trouve également la doublure d'origine, composée de deux parties. La majeure partie du manteau intérieur est recouverte d'un tissu de soie avec d'étranges ornements étagés, des corps de dragon entrelacés, entrecoupés d'oiseaux, de personnages, de vrilles vertes et de fleurs dorées sur un fond doré brillant. Cinq pièces de brocart doré sont cousues le long de la bordure droite, qui ont certainement été confectionnées en même temps que le reste du manteau. Tout comme le motif du lion à l'extérieur, les représentations sur la doublure intérieure d'origine n'ont pas encore pu être interprétées de manière satisfaisante.